# Jung Eun-woo
Jung Eun-woo (hangul: 정은우; hanja: 鄭銀雨; rr: Jeong Eun-u; MR: Chŏng Ŭnu; Bucheon, 1 de julho de 1998), mais conhecida na carreira musical apenas como Eunwoo (hangul: 은우), é uma cantora, compositora e dançarina sul-coreana. Realizou sua estreia no cenário musical em 2017 no grupo feminino Pristin, e em 2019, no grupo Hinapia.

## Biografia
Eunwoo nasceu em 1 de julho de 1998 em Bucheon, Gyeonggi, na Coreia do Sul. Ela tem um irmão mais novo. Eunwoo frequentou o departamento de música prática da School of Performing Arts Seoul, formando-se em 2016.

## Carreira

### 2012–18: Início da carreira, Pledis Girlz e Pristin V
Em meados de 2012, Eunwoo foi uma das participantes do programa Superstar K4, mas acabou sendo eliminada. No ano seguinte, ela concorreu no programa The Voice Kids Korea. Ainda em 2013  Eunwoo foi aceita na Pledis Entertainment, juntando-se à agência como estagiária. Ainda em 2014, ela apareceu como dançarina de fundo no videoclipe "My Copycat", do Orange Caramel. Ela então apareceu no vídeo musical "Mansae (만세)", lançado pelo grupo Seventeen em 10 de setembro de 2015.
Em 2016, Eunwoo foi uma das estagiárias escolhidas para participar do reality show Produce 101. O programa estreou em 22 de janeiro de 2016 através da emissora Mnet, sendo eliminada no último episódio. No mês seguinte, Eunwoo foi confirmada como integrante do novo grupo feminino da Pledis Entertainment, apelidado de Pledis Girlz. De 14 de maio a 10 de setembro de 2016, o grupo realizou vários concertos para se promover antes de sua estreia. O grupo lançou o single digital de pré-estreia, "We", em 27 de junho. Eunwoo também lançou o single colaborativo "Sickness (병), com Vernon, como parte da trilha sonora da série de televisão Love Revolution.
Em 6 de janeiro de 2017, o Pledis Girlz realizou seu último concerto, intitulado Bye & Hi, anunciando seu nome oficial, "Pristin", uma junção de "prismático" (brilhante e claro) e "elastina" (força impecável). Em 2 de março, a Pledis Entertainment anunciou a estreia oficial de Pristin através de uma imagem promocional. Em 27 de março, o grupo realizou sua estreia oficial, lançando seu extended play, Hi! Pristin, e seu single, "Wee Woo".
Em maio de 2018, Eunwoo foi revelada como parte da formação da primeira subunidade, chamada Pristin V. A unidade estreou em 28 de maio com o lançamento do CD single, Like a V, em conjunto de seu single, "Get It".

### 2019: Fim de Pristin e Hinapia
Em 24 de maio de 2019, foi oficialmente anunciado o fim do Pristin, grupo que Eunwoo fez parte por mais de 2 anos.
No dia 29 de Outubro,foi anunciado que ela junto com outras 3 integrantes do Pristin e uma nova trainee fariam parte do grupo Hinapia da empresa novata OSR Entertainment . O grupo debutou em 3 de novembro de 2019.

## Discografia

### Singles
| Título                       | Ano          | Posições nas paradas | Vendas         | Álbum                       |
| Título                       | Ano          | KOR                  | Vendas         | Álbum                       |
| Colaborações                 | Colaborações | Colaborações         | Colaborações   | Colaborações                |
| ---------------------------- | ------------ | -------------------- | -------------- | --------------------------- |
| "Sickness" (병) (com Vernon) | 2016         | 144                  | - KOR: 14,622+ | Love Revolution Webtoon OST |

## Composições
| Ano                              | Canção | Artista | Álbum                | Letra     | Letra                                    | Música    | Música |
| Ano                              | Canção | Artista | Álbum                | Creditada | Com                                      | Creditada | Com    |
| -------------------------------- | ------ | ------- | -------------------- | --------- | ---------------------------------------- | --------- | ------ |
| "We"                             | 2016   | Pristin | Lançamento sem álbum | Sim       | Roa, Sungyeon e Xiyeon                   | Não       | —      |
| "Another Promise" (또 하나 약속) | 2017   | Pristin | Hi! Pristin          | Sim       | Xiyeon                                   | Não       | —      |
| "Be The Star"                    | 2017   | Pristin | Hi! Pristin          | Sim       | Lee Ki-yong, Maja Keuc e Cho Min-kyung   | Não       | —      |
| "Over and Over"                  | 2017   | Pristin | Schxxl Out           | Sim       | Xiyeon, Sungyeon, Yuha, Kyulkyung e Kyla | Não       | —      |

## Filmografia

### Programas de televisão
| Ano  | Título                       | Canal     | Função      | Nota(s)                        |
| ---- | ---------------------------- | --------- | ----------- | ------------------------------ |
| 2012 | Superstar K4                 | Mnet      | Concorrente |                                |
| 2013 | The Voice Kids Korea         | Mnet      | Concorrente |                                |
| 2016 | Produce 101 Season 01        | Mnet      | Concorrente | Episódios 1–12                 |
| 2016 | LAN Cable Friends            | Mnet      | Convidada   | Aparição especial (episódio 2) |
| 2016 | Please Take Care of Vanity 2 | Fashion N | Convidada   | com Roa                        |

## Videografia

### Videoclipes
| Aparições                    | Aparições | Aparições      |
| Canção                       | Ano       | Artista        |
| ---------------------------- | --------- | -------------- |
| "My Copycat (나처럼 해봐요)" | 2014      | Orange Caramel |
| "Mansae (만세)"              | 2015      | Seventeen      |